# 미야기노 유미코
미야기노 유미코(일본어: 宮城野 由美子 みやぎの ゆみこ[*], 본명: 쿠라하라 키요코(蔵原 キヨ子), 1926년 3월 2일 ~ 2018년 12월 29일)는 일본의 전 배우로, 전 다카라즈카 가극단 하나구미ㆍ호시구미 주연 여역 클라스의 다카라즈카 가극단 졸업생이다.
결혼 전 성은 세키(關(関))이다. 남편은 영화감독인 쿠라하라 코레요시이다. 도쿄도 코이시카와군 (현 분쿄구) 출신이다. 야마가타현립 츠루오카고등여학교 (현 야마가타현립 츠루오카키타고등학교)를 중퇴하였다. 재단 시절의 애칭은 "세키상"이다.

## 약력
1940년, 다카라즈카 가극단 30기생으로써, 다카라즈카 음악무용학교 (현 다카라즈카 음악학교)에 입학했다.
1943년, 다카라즈카 가극단에 입단했다. 입단 당시 성적은 14명 중 2등이다.
1950년, 다카라즈카 가극단 재단 중에 토호 영화 『사사키 코지로』에서 만 역할로 영화에 데뷔했다.
1951년 4월 30일자로 다카라즈카 가극단을 퇴단하였다. 최종출연 공연은 하나구미 공연 『분부쿠챠가마(文福茶釜)／라 비오레테라』이다.
퇴단 후에는 영화 배우로서 활동하였고, 『스가타산시로 제 1부(姿三四郎第一部)』 (1955년판, 타나카 시게오 감독), 『이등병이야기(二等兵物語)』 (후쿠다 세이이치 감독)가 주요 대표 출연작으로, 다카라즈카 퇴단부터 은퇴까지 약 5년간 많은 작품에 출연했다.
1956년, 『네 사람의 맹세(四人の誓い)』 (타바타케 츠네오 감독) 출연을 끝으로, 쿠라하라 코레요시와 결혼을 계기로 연예계를 은퇴했다.
2014년, 다카라즈카 가극단 100주년 기념으로 설립된 "다카라즈카 가극의 전당"에 최초 100명 중 한 명으로 전당에 헌액되었다.

## 재단 시절 주요 무대
- 『赤頭巾と狼』 (하나구미) (1946년 11월 1일 - 11월 29일, 다카라즈카 대극장)
- 『踊る四季』 (하나구미) (1947년 1월 1일 - 1월 30일, 다카라즈카 대극장)
- 『ハリウッドに榮光あれ』 (하나구미) (1948년 5월 1일 - 5월 29일, 다카라즈카 대극장)
- 『ロマンス・パリ』 (호시구미) (1949년 2월 18일 - 3월 9일, 다카라즈카 대극장)
- 『想ひ出の薔薇』 (호시구미) (1949년 6월 1일 - 6월 20일, 다카라즈카 대극장)
- 『アラビアン・ナイト』 (하나구미) (1950년 8월 1일 - 8월 30일, 다카라즈카 대극장)

## 영화 출연
- 『佐々木小次郎』 (제 1부) (1950년)- 만(まん) 役
- 『風雪二十年』 (1951년, 토에이)
- 『乾杯!東京娘』 (1951년, 다이에이)
- 『西陣の姉妹』 (1952년, 다이에이)- 히사코(久子) 役
- 『振袖狂女』 (1952년, 다이에이)
- 『泣虫記者』 (1952년, 토에이)
- 『秘密』 (1952년, 다이에이)
- 『蛇と鳩』 (1953년, 토에이)
- 『山下奉文』 (1953년, 토에이)- 카타오카 카오루(片岡かほる) 役
- 『君に捧げし命なりせば』 (1953년, 北星)
- 『早稲田大学』 (1953년, 토에이)
- 『わが恋はリラの木蔭に』 (1953년, 신토호)
- 『遊侠夫婦笠』 (1953년)
- 『美しい人』 (1954년, 신토호)
- 『かくて夢あり』 (1954년)- 아카마 유우코(赤間裕子) 役
- 『学生心中』 (1954년)- 미야 히사코(宮比佐子) 役
- 『姿三四郎』第一部 (1955년, 토에이) - 무라이 오토미(村井乙美) 役
- 『森蘭丸』 (1955년)
- 『貝殻と花』 (1955년)
- 『六人の暗殺者』 (1955년, 日活)- 오신(お新) 役
- 『新婚白書』 (1955년)
- 『お役者小僧 江戸千両幟』 (1955년)
- 『柔道開眼』 (1955년)
- 『二等兵物語』 (1955년, 쇼치쿠)
- 『裏町のお嬢さん』 (1956년)
- 『四人の誓い』 (1956년, 쇼치쿠)

## 같이 보기
- 도쿄도 출신 인물 목록